# فاليري لاغرانج
فاليري لاغرانج (بالفرنسية: Valérie Lagrange)‏ هي مغنية ومغنية مؤلفة وكاتِبة وممثلة فرنسية، ولدت في 25 فبراير 1942 بباريس في فرنسا.

## أعمال

### أفلام
- (1966) رجل وامرأة

## وصلات خارجية
- فاليري لاغرانج على موقع IMDb (الإنجليزية)
- فاليري لاغرانج على موقع ألو سيني (الفرنسية)
- فاليري لاغرانج على موقع ميوزك برينز (الإنجليزية)
- فاليري لاغرانج على موقع أول موفي (الإنجليزية)
- فاليري لاغرانج على موقع قاعدة بيانات الأفلام السويدية (السويدية)
- فاليري لاغرانج على موقع ديسكوغز (الإنجليزية)
- فاليري لاغرانج على موقع قاعدة بيانات الفيلم (الإنجليزية)
- فاليري لاغرانج على موقع كينوبويسك (الروسية)